# Гідра контрреволюції
Гідра контрреволюції — соціально-політичне визначення, що виникло в Росії в перші роки після Великої Жовтневої революції. Застосовувалось для визначення ворогів революції, боротьба з якими загострюється по мірі просування до її перемоги; в терміні обіграно легенду про Лернейську гідру, у якої замість однієї відрубаної голови виростало кілька нових.
З часом епітет «гідра контрреволюції» став застосовуватись як самостійний об'єкт, якому притаманні власні властивості. Наприклад, увійшли в обіг (особливо в пропагандистській літературі) такі вирази, як «повзуча гідра контрреволюції», «брехлива гідра контрреволюції», «емігрантська гідра контрреволюції» і т.ін., які застосовувались як до соціальних груп, так і персонально до окремих осіб.

## Історія виникнення
Термін «гідра контрреволюції» вперше було застосовано в ході масових страт, проведених більшовиками в Петрограді навесні 1919 року. При цьому, для прискорення процесу страти, приречених до неї відвозили в акваторію Фінської затоки на баржах, і там масово топили; для розваги, присуджених до страти зв'язували по кілька осіб, поставивши спина до спини, і кидали у воду, спостерігаючи, як вони деякий час ворушаться на дні.